# 施乃如
施乃如（Shih Nai-ju，1977年11月15日—），臺灣政治人物，新竹市施家班成員，民主進步黨籍。實踐大學服裝設計學系畢業，國立臺北教育大學文化創意產業經營研究所碩士。2014年11月當選新竹市議員，拿下第二選區最高票數，同年12月25日正式就任。2018年再以5,472票，該選區最高票數繼續連任。

## 家庭
- 父親：施性平，前新竹市長施性忠之八弟。
- 五伯父：施性融，魏秀珍之夫，曾參選新竹市長。
- 五伯母：魏秀珍，施性融之妻，前國大代表、新竹市議員，曾參選臺灣省議員。
- 六伯父：施性忠，莊姬美之夫，前新竹市長。
- 六伯母：莊姬美，施性忠之妻，前臺灣省議員，曾參選新竹市長。
- 堂兄：施乃元，施性忠之子，曾參選立法委員、新竹市議員。

## 政治生涯
- 2014年於新竹市第二選舉區（東區南門里等17里）參與第9屆新竹市議員選舉，以該選區最高票5155票當選。
- 2018年於新竹市第二選舉區（東區南門里等17里）參與第10屆新竹市議員選舉，以該選區最高票5472票當選。
- 2022年於新竹市第二選舉區（東區南門里等17里）參與第11屆新竹市議員選舉，以該選區最高票5989票當選。

## 外部連結
- 竹塹南區新活力 - 施乃如粉絲團的Facebook專頁
- 施乃如的Facebook專頁
- 議員資訊 施乃如 （页面存档备份，存于）
- 新竹市議會議員質詢 施乃如 （页面存档备份，存于）